# Матеус Галијано да Коста
Матеус Галијано да Коста (порт. Mateus Galiano da Costa) или скраћено Матеус (19. јун 1984, Луанда) је анголски фудбалер, који игра на позицији крилног нападача.

## Клупска каријера
Наступао је за више клубова у Португалији. Највише се као млађи фудбалер истакао у Б екипи Спортинг Лисабона и у Жил Висенту, Каза Пији и Насионалу.
У Анголском клубу 1. август и португалском прволигашу Ароки највише се истакао као нападач и голгетер.
Највише је сакупио наступа за Насионал, за који је током шест сезона одиграо преко 150 утакмица у свим такмичењима.

## Репрезентација
За репрезентацију Анголе наступа од 2006. године, играо је и на Светском првенству, наступао је на сва три меча у групној фази, укључујући и меч против репрезентације Португалије који је Ангола изгубила минималним резултатом.
Учествовао је и на Афричком купу нација 2010. године када је Ангола била домаћин првенства.
Са Анголом је стигао и до четврфинала купа Афричких нација 2013. године.